# 國立馬祖高級中學
國立馬祖高級中學（福州語平話字：Guók-lĭk Mā-cū Gŏ̤-ngék Dṳ̆ng-hŏk），簡稱馬祖高中、馬中，是中華民國福建省連江縣南竿鄉的一所綜合型高級中學。前身為於1957年創立之馬祖戰地政務委員會馬祖初級中學為馬祖地區最高學府，也是中華民國人數最少的國立高中。

## 沿革
- 1957年，「馬祖戰地政務委員會馬祖初級中學」創校於南竿鄉介壽村。
- 1968年，九年國民義務教育實施，同年升格改制為「福建省立馬祖高級中學」，並附設國中部。
- 1976年，為配合地區實施「精校」政策，將國中部撥交連江縣立介壽國民中小學，專辦高中教育，並遷校至介壽村濱海處現址（原「介壽中心國民小學」校地）。
- 1982年，為培育馬祖地區漁農經建人才，首創附設職業實驗班（魚撈、養殖兩科）。
- 1984年7月，改隸中華民國教育部，更名「國立馬祖高級中學」。
- 2000年，改制綜合型高級中學，開設學術社會、學術自然、商業服務、資訊應用、漁業及養殖等六個學程。
- 2012年，導入餐飲選修課程。
- 2016年，漁業學程停止招生，新設觀光餐飲學程。

## 校長
| 任期 | 姓名   | 任職日期  | 離職日期  | 異動原因                                                         |
| ---- | ------ | --------- | --------- | ---------------------------------------------------------------- |
| 1    | 何俊   | 1957年8月 | 1958年1月 | 馬祖守備區指揮官兼任                                             |
| 2    | 招北恩 | 1958年2月 | 1958年7月 | 副校長兼任                                                       |
| 3    | 田樹樟 | 1958年8月 | 1959年7月 | 馬祖守備區指揮官兼任                                             |
| 4    | 董來燦 | 1959年8月 | 1962年7月 |                                                                  |
| 5    | 邱德齡 | 1962年8月 | 1963年1月 | 馬祖戰地政務委員會政務組組長兼任                                 |
| 6    | 陳若淵 | 1963年2月 | 1965年1月 |                                                                  |
| 7    | 陳練成 | 1965年2月 | 1976年7月 |                                                                  |
| 8    | 曹金平 | 1976年7月 | 1999年7月 | 原教務主任升任，調任國立新莊高級中學                             |
| 代理 | 陳元利 | 1999年8月 | 2000年2月 | 教務主任代理                                                     |
| 9    | 陳善茂 | 2000年2月 | 2008年7月 | 原連江縣介壽國民中小學校長轉任，任滿退休                         |
| 10   | 蔡國強 | 2008年8月 | 2012年7月 | 原國立中壢高級家事商業職業學校教務主任升任，調任國立關西高級中學 |
| 11   | 陳天賜 | 2012年8月 | 2024年7月 | 原教務主任升任                                                   |
| 12   | 謝崇耀 | 2024年8月 | 現任      |                                                                  |

## 姊妹校
- 中華民國：臺中市立新社高級中學
- 中华人民共和国：连江华侨中学

## 外部連結
- 官方网站